# Carpias ichthyoxenos
Carpias ichthyoxenos là một loài chân đều trong họ Janiridae. Loài này được Monod miêu tả khoa học năm 1961.